# Klaus-Rüdiger Trott
Klaus-Rüdiger Trott (* 16. Juli 1940) ist ein deutscher Strahlenbiologe. Er war Professor am University College London.

## Leben
Klaus-Rüdiger Trott studierte an der medizinischen Fakultät der Ludwig-Maximilians-Universität München und spezialisierte sich rasch auf dem Gebiet der Strahlenforschung, wo er Ende der 1960er-Jahre bei dem Strahlenbiologen Otto Hug arbeitete. Dadurch gelangte er an die Gesellschaft für Strahlenforschung und das dortige Institut für Biologie. Nach Forschungsarbeiten zur Strahlenwirkung auf die Haut und auf einzelne Zellen beschäftigte er sich in den 1970er-Jahren mit der Strahlentherapie von Krebserkrankungen. Zu dieser Zeit, von 1975 bis 1981, war er Mitglied der deutschen Strahlenschutzkommission. Nach dem Unfall von Tschernobyl 1986 war er auch im Strahlenschutz tätig.
Ende der 1980er-Jahre erhielt Klaus-Rüdiger Trott eine Professur für Strahlenbiologie am St Bartholomew’s Hospital des University College London mit eigenem Forschungslabor. Dort bildete er einige spätere Führungskräfte des Strahlenschutzes in Europa aus. In seinem Ruhestand, im Jahr 2016, zog er seine Lehre in der Strahlenbiologie an die Technische Universität München um. Seit 2001 ist er Mitglied der naturwissenschaftlichen Akademie Leopoldina mit dem Schwerpunkt Strahlenbiologie.
In dem Verfahren gegen Ärzte des Universitätsklinikums Hamburg-Eppendorf um den Chefarzt der Strahlentherapie Klaus-Henning Hübener, die Anfang der 1990er-Jahre beschuldigt wurden, bei Krebstherapien zu hohe Strahlendosen angewendet zu haben, erstellte er ein Gutachten für die betroffenen Patienten.

## Familie
Klaus-Rüdiger Trott ist in München und London beheimatet. Er ist verheiratet mit Uta-Elisabeth Trott, die aus der Familie des Nürnberger Industriellen Johann Wilhelm Späth stammt. Zur Erforschung der Familiengeschichte gründeten beide die Spaeth-Falk-Hammerbacher-Stiftung Nürnberg.